# Askia Mohamed I el Grande

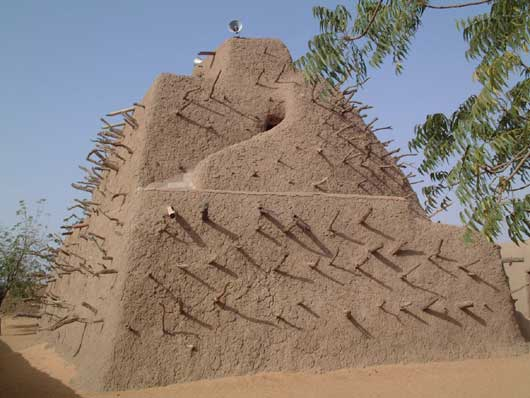
Tumba de Askia Mohamed I.

Askia Mohamed I, el Grande, también llamado Mohamed Ture (c. 1442-1538) fue un rey soninké del Imperio Songhai. Fortaleció su país y lo convirtió en el más extenso de África Occidental. Bajo su mandato el Imperio Songhai reunió los estados hausa hasta Kano (en la actualidad Nigeria) y gran parte del territorio que había pertenecido al Imperio de Malí en el oeste. Su política exterior logró una rápida expansión comercial con Europa y Asia. Creó muchas escuelas e hizo del Islam una parte integral del Imperio. Peregrinó a La Meca en 1495-97.
Fue depuesto por sus propios hijos bajo el liderazgo de Askia Musa (1528).
Se supone que fue enterrado en la denominada Tumba de Askia en Gao (actual Malí), declarada Patrimonio de la Humanidad por la UNESCO. El nombre de Askia (que significa el despojador) parece que le fue aplicado después que la hija de Sonni Alí tuviera noticias de la derrota de su hermano Abu Kebr a manos de Mohamed. Este utilizó ese nombre como su nuevo título, y sus sucesores continuaron usándolo.